# Toute la musique...
Toute la musique... este cel de-al șaselea album în concert al cântăreței franceze Patricia Kaas.

## Conținut
- Ediție Standard:

1. „D'Allemagne”
2. „Ceux Qui N'Ont Rien”
3. „Où sont les hommes”
4. „La Nuit Est Mauve”
5. „Il me dit que je suis belle”
6. „Je voudrais la connaître”
7. „Des Regrets”
8. „Une Fille De L'Est”
9. „Une Dernière Semaine à New-York”
10. „Entrer dans la lumière”
11. „On Pourrait”
12. „Mademoiselle chante le blues”
13. „Toute la musique que j'aime”
14. „Quand On N'A Que L'Amour”
15. „Je Le Garde Pour Toi”
16. „L'Aigle Noir” (cântec bonus)
17. „Herz Eines Kampfers” (cântec bonus)